# Sirajganj

Sirajganj är en stad i norra Bangladesh och ligger i provinsen Rajshahi. Staden hade 158 913 invånare vid folkräkningen 2011, med förorter 167 200 invånare. Stadens namn kommer från en zamindar, Siraj Ali, som grundade staden. Sirajganj blev en egen kommun 1969.